# Asyneuma compactum
Asyneuma compactum är en klockväxtart som beskrevs av Jürgen Damboldt. Asyneuma compactum ingår i släktet Asyneuma och familjen klockväxter. Inga underarter finns listade i Catalogue of Life.